# 池尻2号墳

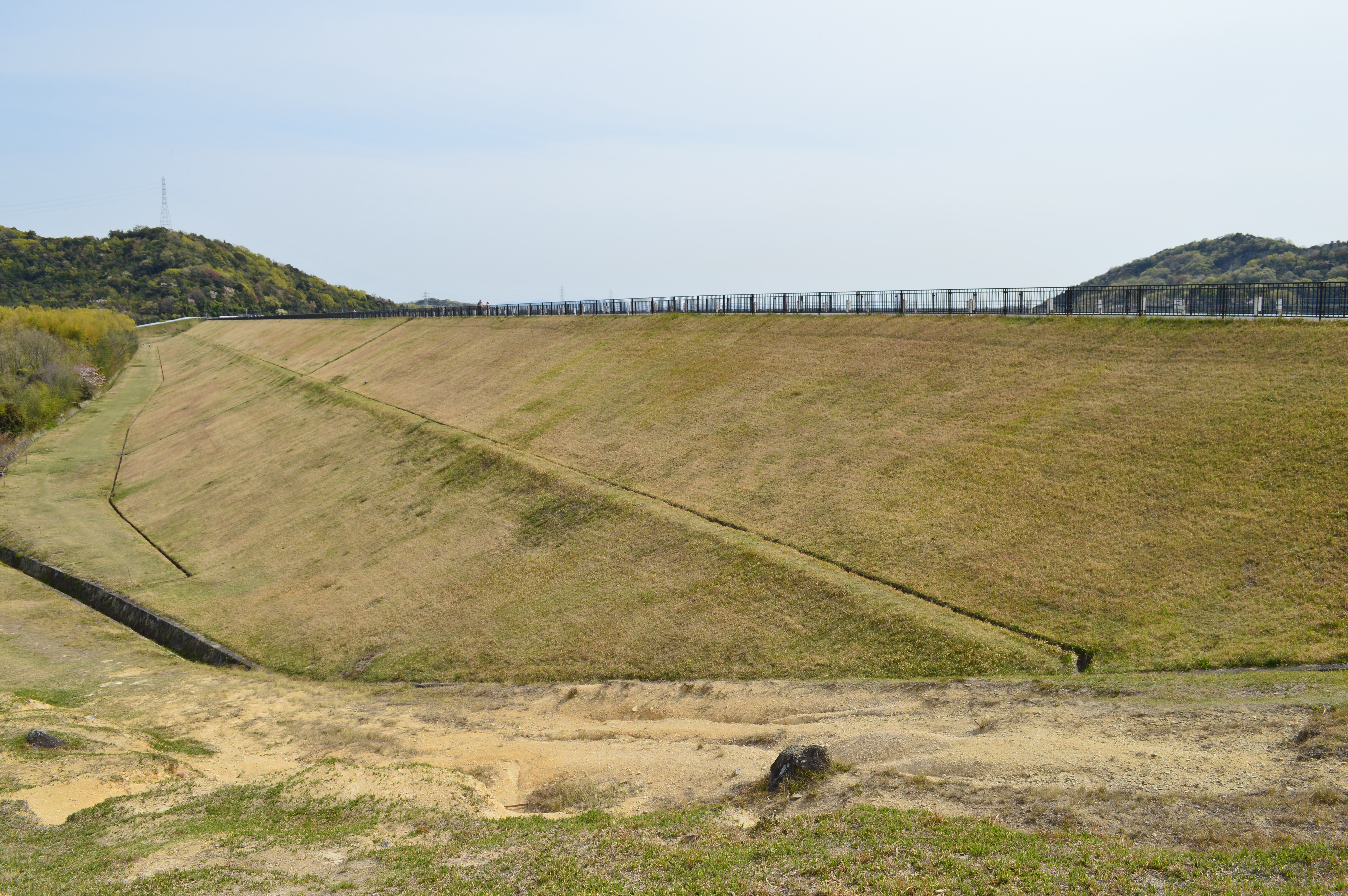
平荘湖東堤

池尻2号墳（いけじりにごうふん）は、兵庫県加古川市平荘町里にあった古墳。平荘湖古墳群（池尻支群）を構成した古墳の1つ。現在では墳丘は埋没している。

## 概要
兵庫県南部、地蔵寺山北麓に独立的に築造された古墳である。墳丘は大きく破壊されており、1964年（昭和39年）に発掘調査が実施されたのち、平荘湖の東堤の下に埋没している。
墳形は破壊のため明らかでなく、調査時点では東西11メートル・南北6.45メートル・高さ1.8メートルの長方形の高まりが認められている。墳丘表面では円筒埴輪・家形埴輪が検出されている。埋葬施設は竪穴式石室で、石室主軸を北西-南東方向とするが、竪穴系横口式石室の可能性もある。石室内の調査では、副葬品として武器・武具・馬具・農工具・須恵器などが検出されている。特に、須恵器は双𤭯・耳付高杯などの珍しい資料で、陶質土器と同じ特徴を有することから朝鮮半島の製品と推測され、馬具の轡もf字形鏡板の原形と思われる点で注目される。築造時期は古墳時代中期の5世紀前半頃と推定される。

## 埋葬施設
埋葬施設としては竪穴式石室が構築されている。石室主軸を北西-南東方向とし、長さ4.51メートル・幅1.18メートル・高さ0.61メートルを測る。
石室は、長側壁では角礫の5・6段積みで、小口では板状の石を立てた上に角礫の1・2段積みによって構築される。床面には粘土張りの上に小礫を敷き朱の散布が認められるが、壁際約10センチメートルには礫がなく、溝状をなす。天井石は板石4枚。小口の石積みによれば、竪穴系横口式石室の可能性が指摘される。
石室内には各所に釘が認められることから、頭位を北東方向とした長さ2.55メートル・幅0.7メートルの木棺の存在が推測される。また壁沿いに鉄鏃・甲冑・馬具・農工具・須恵器、礫敷き北東寄りに剣・鉾を置くほか、双𤭯を特別扱いして板石の上に据える。

## 出土品

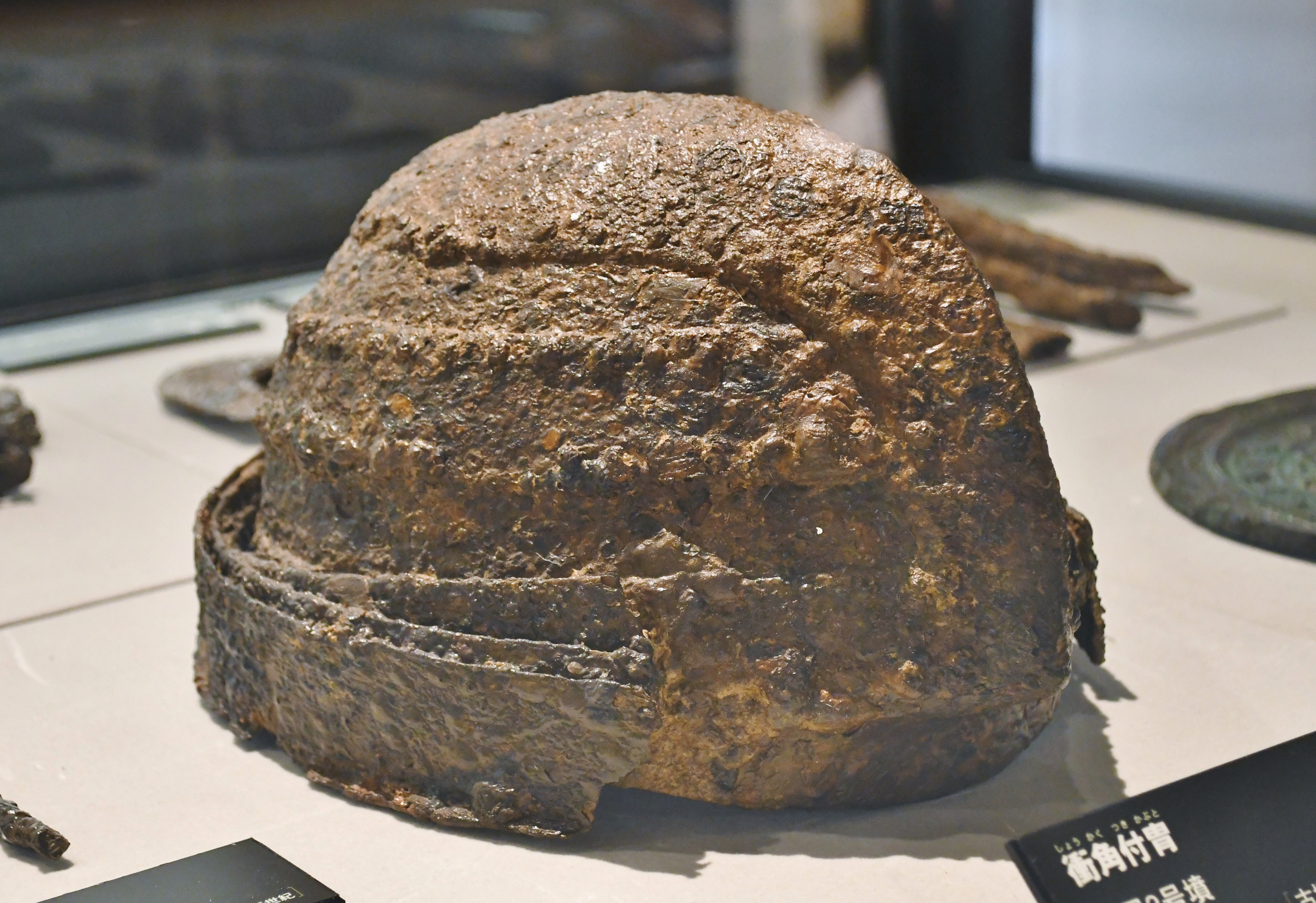
衝角付冑加古川総合文化センター博物館展示（他画像も同様）。

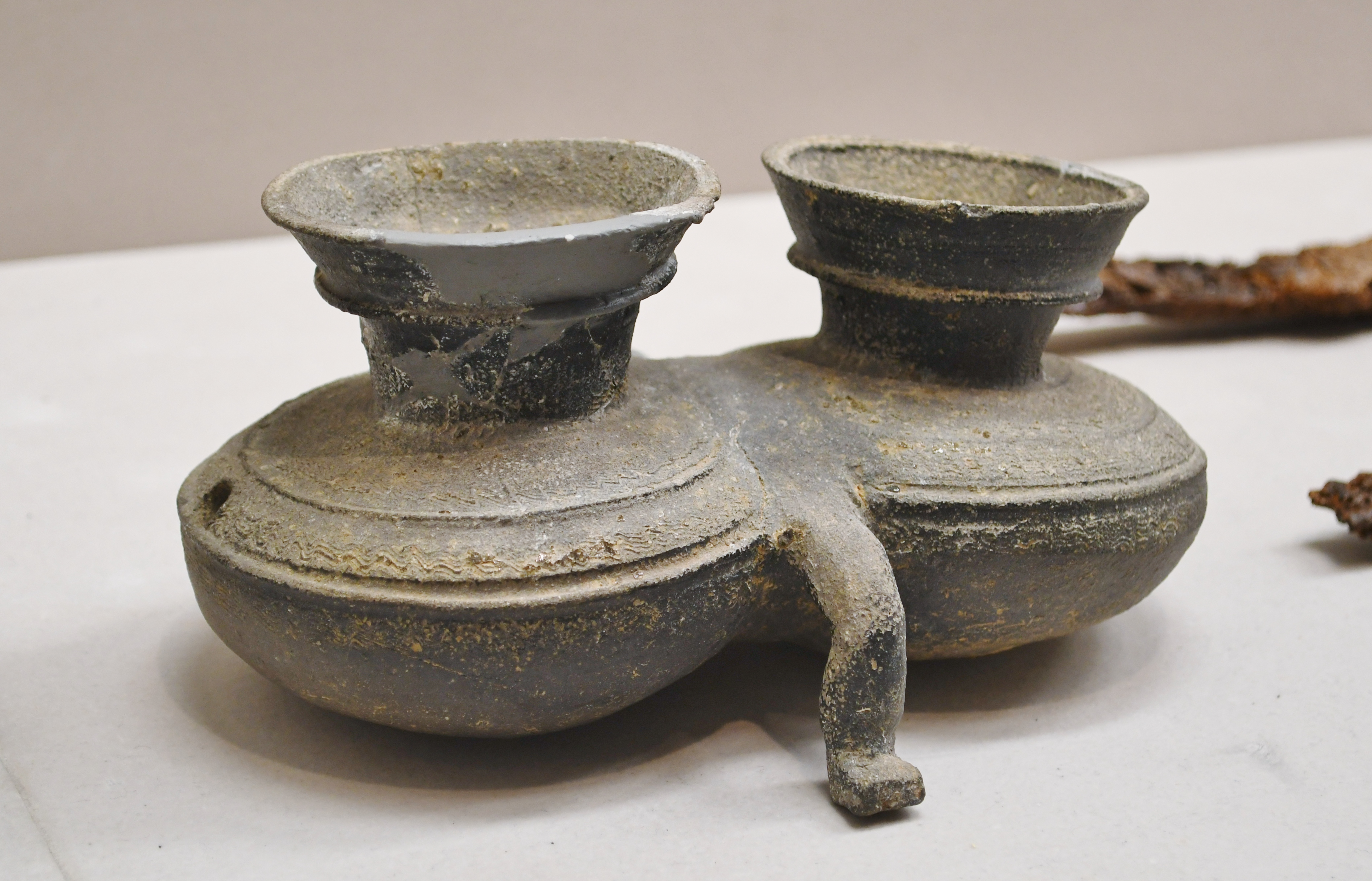
須恵器 双𤭯

1964年の石室内の調査で検出された副葬品は次の通り。
- 武器
  - 鉄剣 3 - 長剣、柄縁は鹿角装。
  - 鉄鉾 3
  - 鉄鏃 45以上 - 平根式4、尖根式多数。
- 武具
  - 横矧板鋲留衝角付冑
  - 肩甲 - 所在不明。
  - 頸甲 - 所在不明。

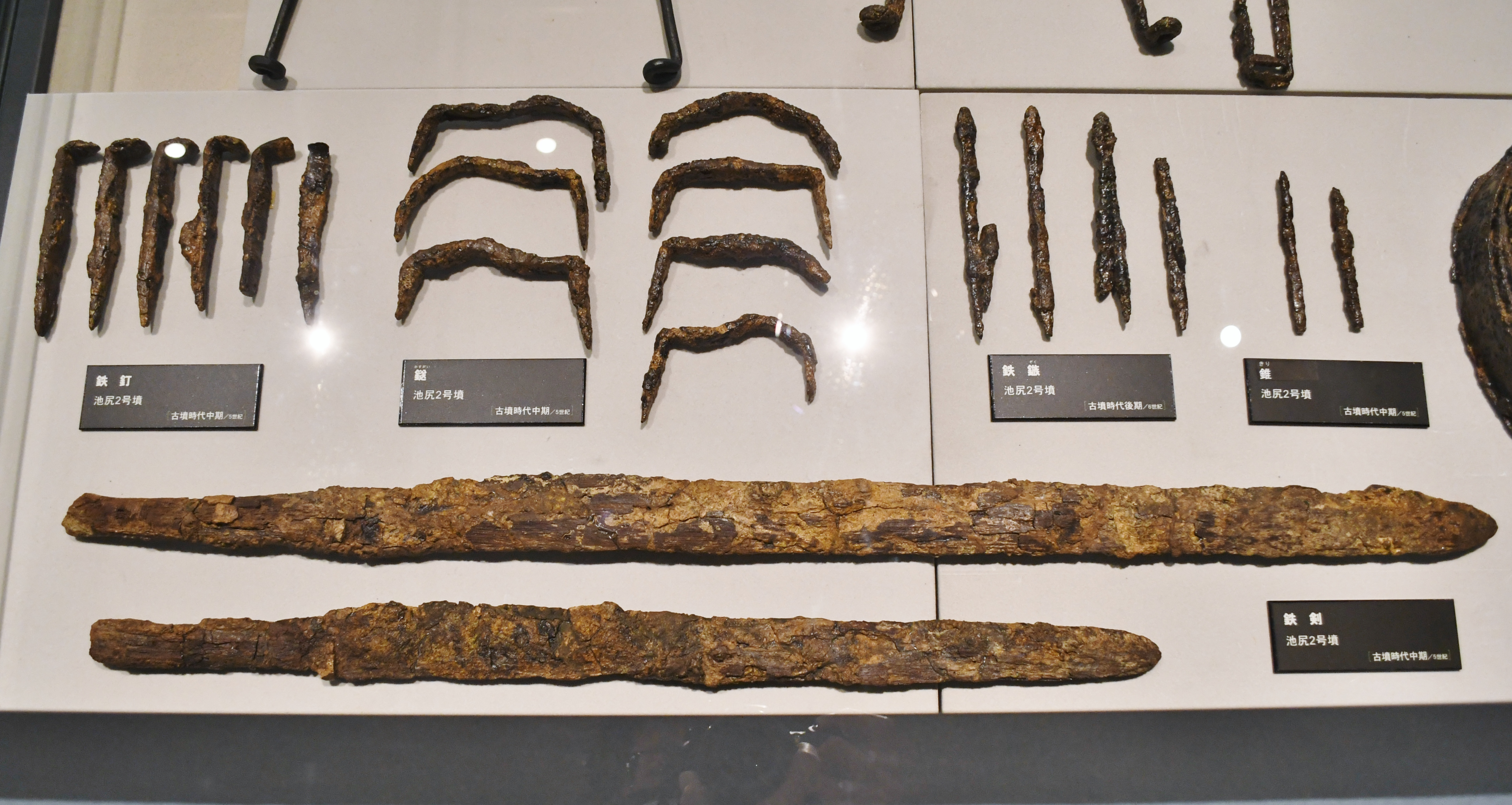
鉄剣・鉄釘・鎹・鉄鏃・錐
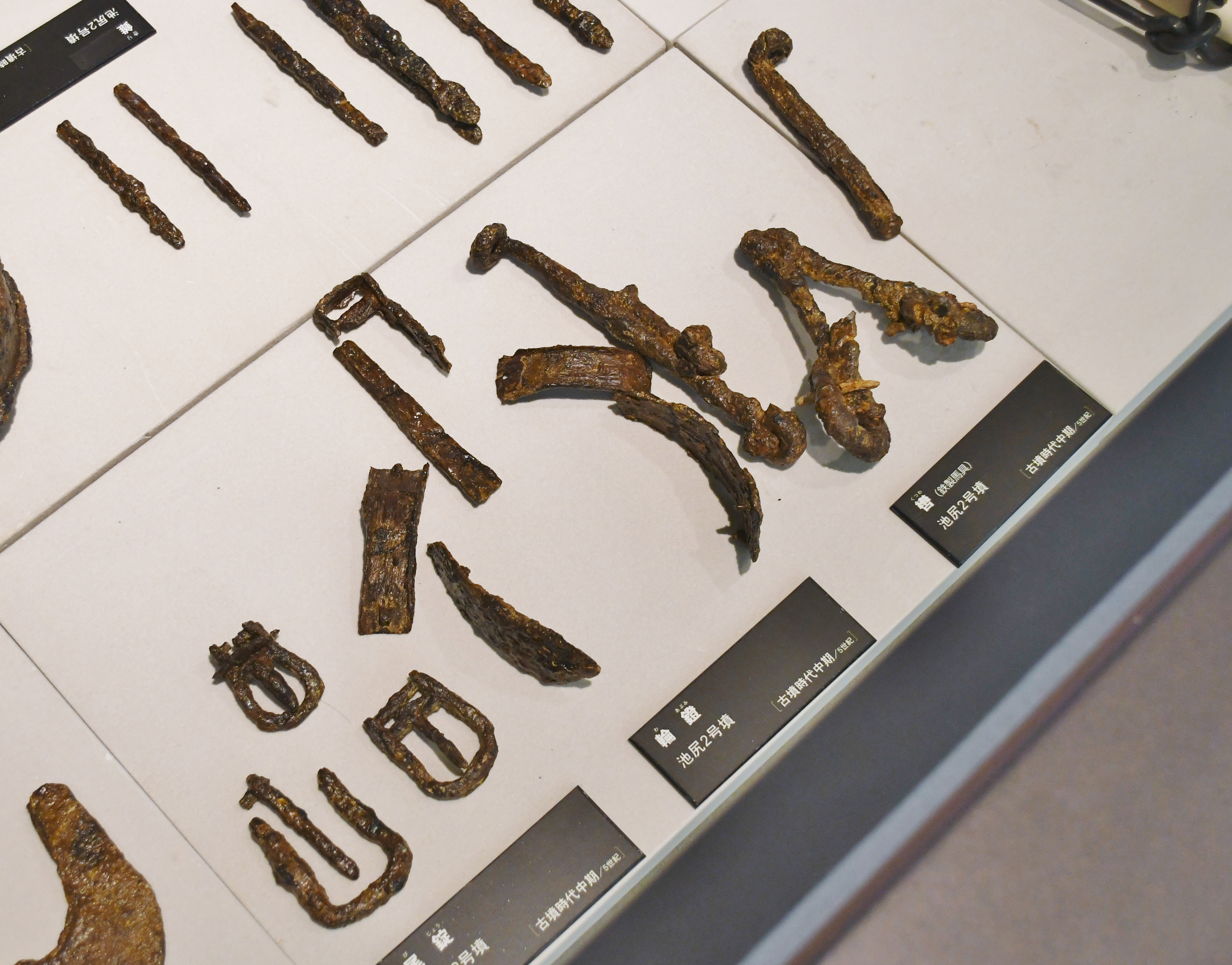
馬具
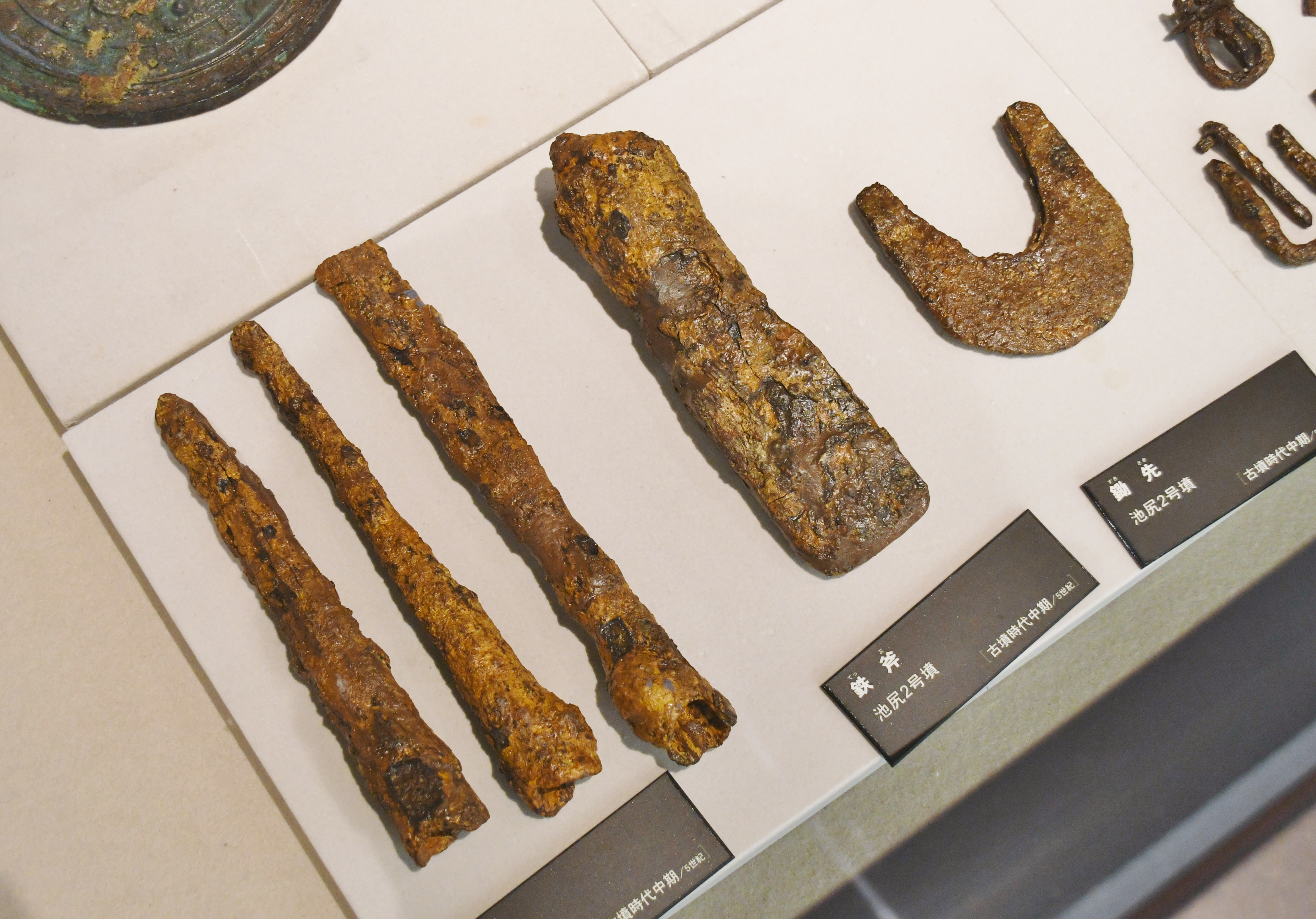
鉄鉾・鉄斧・鋤先
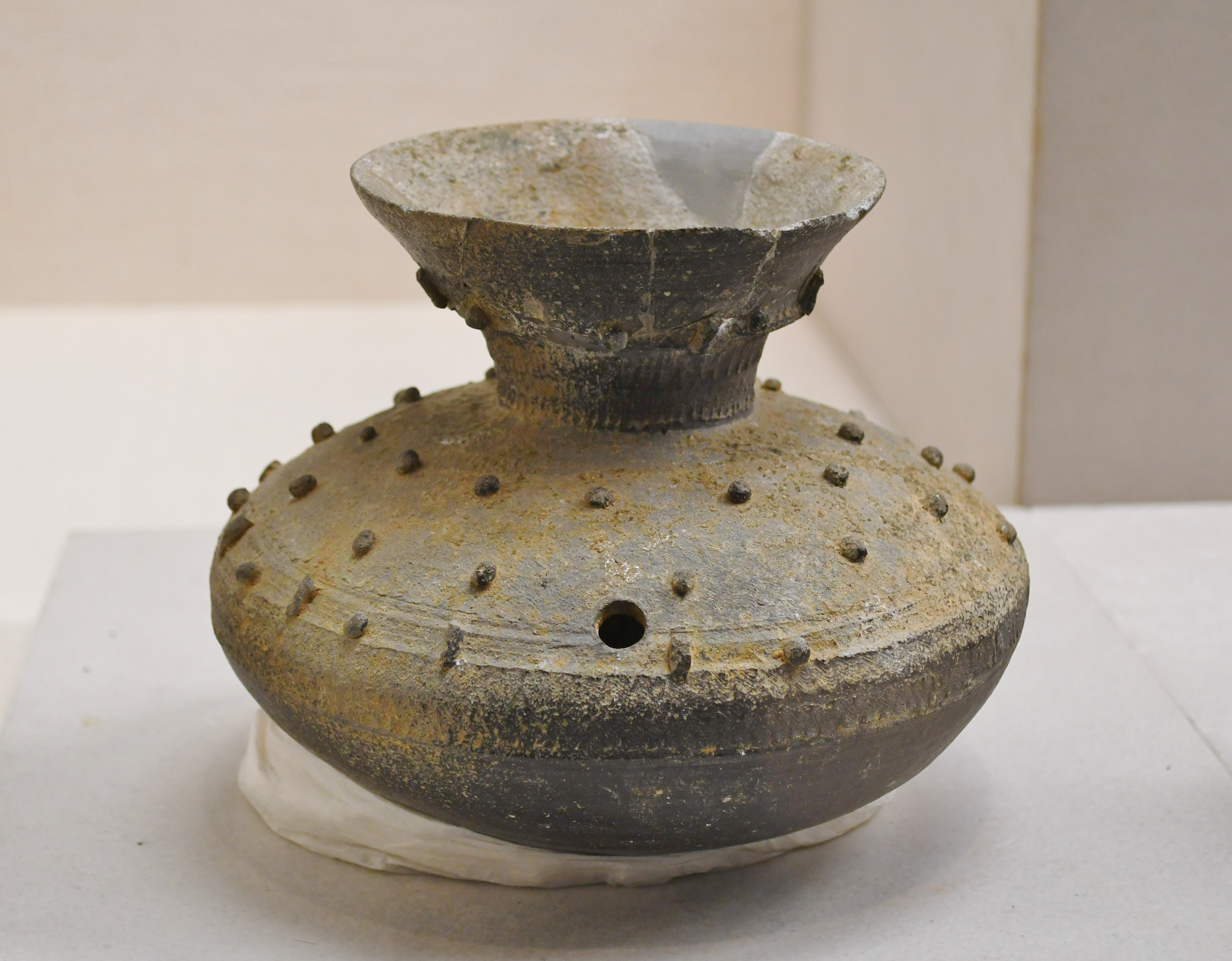
須恵器 𤭯
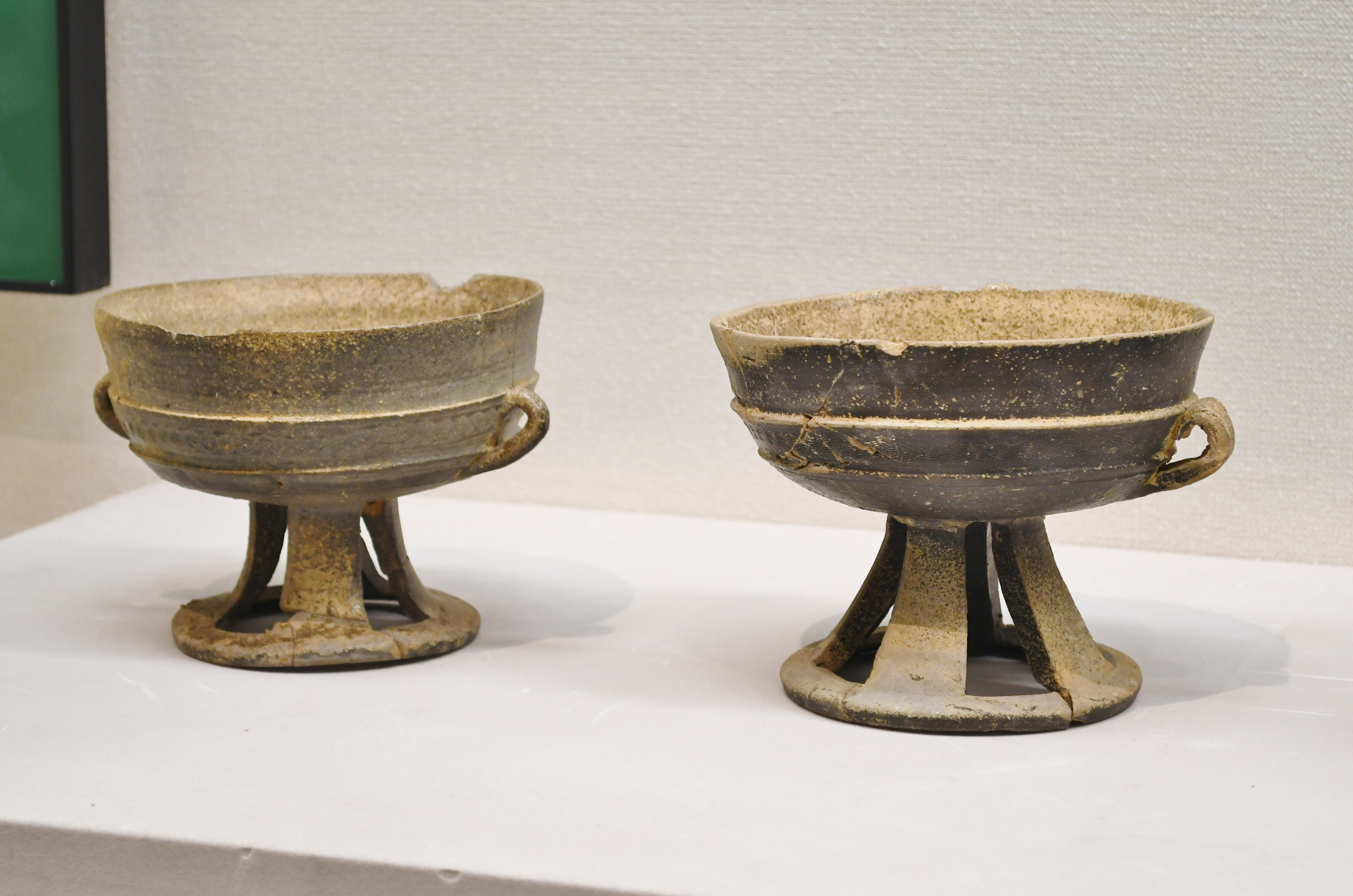
須恵器 高坏
  - 木芯鉄張鐙
  - 轡
  - 尾錠
  - 辻金具
  - 飾金具
  - 鉄環
- 農工具
  - U字形鋤先
  - 鉄斧
  - 角錐
  - 円錐
- 須恵器 - 𤭯3、高坏2。
- その他 - 釘・鎹。

- 鉄剣・鉄釘・鎹・鉄鏃・錐
- 馬具
- 鉄鉾・鉄斧・鋤先
- 須恵器 𤭯
- 須恵器 高坏

## 関連施設
- 加古川総合文化センター博物館（加古川市平岡町新在家） - 池尻2号墳の出土品を保管・展示。